# Zillion (computerspel uit 1993)
Zillion  is een computerspel dat werd uitgegeven door CP Verlag. Het spel kwam in 1993 uit voor de Commodore 64. Het spel is geprogrammeerd door Helge Kozielek. De graphics, muziek en de geluidseffecten zijn gemaakt door de broers Michael en Thomas Detert. Het spel is een casinospel waarbij men een gokkast kan bedienen. Het spel is Engelstalig.